# Kolpík růžový
Kolpík růžový (Platalea ajaja, občas řazen do monotypického rodu Ajaia) je velký brodivý pták z čeledi ibisovitých. Hnízdí na rozsáhlém území Jižní Ameriky, většinou východně od And a v pobřežních regionech Karibiku, Střední Ameriky, Mexika a Gulf Coast (USA).
Dorůstá 80 cm a v rozpětí křídel měří 120–130 cm. Má dlouhé končetiny, krk a dlouhý plochý zobák. Dospělí ptáci jsou celí převážně růžoví s neopeřeným nazelenalým temenem a světlým krkem a hrudí. Pohlaví jsou si přitom zbarvením velice podobná.
Potravu vyhledává v mělkých nebo pobřežních vodách pro kolpíky charakteristickým způsobem: pomalu se brodí vodou a otevřeným zobákem přitom kývá ze strany na stranu až do doby, než narazí na kořist, kterou bývají obvykle korýši nebo jiní malí bezobratlí živočichové. Často se přitom zdržuje ve skupinách. Hnízdí v mangrovových bažinách, hnízdo si buduje v keřích nebo na stromech. Snůška čítá 2–5 bílých vajec s hnědým skvrněním. Mladí ptáci jsou bílí s opeřeným temenem.

## Chov v zoo
V rámci Evropy je kolpík růžový chován poměrně málo, pouze ve čtyřech desítkách zoo (stav podzim 2018). Nejvíce je chován v Německu. V rámci Česka byl v roce 2018 k vidění jen v Zoo Praha, v roce 2019 získala odchov z pražské zoologické zahrady Zoo Zlín, která tento druh chovala již v minulosti. Na Slovensku tento druh chován není.

### Chov v Zoo Praha
První kolpíci růžoví přijeli do Zoo Praha v roce 1950. V letech 1973–97 sice došlo k dlouhé přestávce v jejich chovu, ale následně se podařilo založit velmi úspěšný chov. První úspěšný odchov byl zaznamenán v roce 2004. Jednalo se zároveň o český prvoodchov. Počátky této etapy chovu založil pár, který přišel z německé Zoo Augsburg. V průběhu roku 2018 se podařilo odchovat jedno mládě. Ke konci roku 2018 bylo chováno osm jedinců. V květnu 2020 přišlo na svět zatím poslední mládě.
Tento druh je k vidění v expozičním celku Ptačí mokřady ve spodní části zoo.